# 怀俄明州行政区划
美国怀俄明州一共有23个县，最初的懷俄明領地（Wyoming Territory）由5个县组成，分别是1867年建立的拉勒米縣和卡特县，1868年建立的奧爾巴尼郡和卡本郡，还有从犹他州和爱达荷州吞并的猶因塔郡，这一地区从包括黃石國家公園在内的蒙大拿州一直延伸到怀俄明和犹他州的边界。1890年7月10日怀俄明加入联邦成为一个州时一共有13个县。
有3个县建立后更改了名称。卡特县于1869年12月1日更名为斯威特沃特县，1911年建立的汉纳弗县在7天后改名叫華謝基縣，1875年成立的匹斯县则在1879年更名为約翰遜郡。
以下表格会在每一个县的名称后面列出其聯邦資訊處理標準代码（简称FIPS代码），该代码是联邦政府用来区分各州和各县的唯一识别码。怀俄明州的代码是56，结合任何一个县的代码则为“56XXX”。所有的FIPS代码将链接至该县最近的一次人口普查数据。

## 列表
| 县           | FIPS代码 | 县城       | 成立 | 起源                                   | 词源                                                                            | 人口   | 面积          | 地图                         |
| ------------ | -------- | ---------- | ---- | -------------------------------------- | ------------------------------------------------------------------------------- | ------ | ------------- | ---------------------------- |
| 奥尔巴尼县   | 001      | 拉勒米     | 1868 | 最初的五个县之一                       | 早期定居者将这里喻为纽约州首府奥尔巴尼                                          | 32,014 | 11070平方公里 | 標示出奥尔巴尼县位置的地圖   |
| 比格霍恩县   | 003      | 贝森       | 1896 | 谢里敦县、约翰逊县和弗里蒙特县的一部分 | 延伸至该州北部的同名山脉                                                        | 11,461 | 8125平方公里  | 標示出比格霍恩县位置的地圖   |
| 坎贝尔县     | 005      | 吉列       | 1911 | 韦斯顿县和克鲁克县的一部分             | 约翰·艾伦·坎贝尔（John Allen Campbell），怀俄明领地首任州长                     | 33,698 | 12424平方公里 | 標示出坎贝尔县位置的地圖     |
| 卡本县       | 007      | 罗林斯     | 1868 | 最初的五个县之一                       | 该县有大量煤层（县名直译为碳的意思）                                            | 15,639 | 20453平方公里 | 標示出卡本县位置的地圖       |
| 康弗斯县     | 009      | 道格拉斯   | 1888 | 奥尔巴尼县拉勒比县的一部分             | A·R·康弗斯（A.R. Converse），夏延银行家和牧场主                                 | 12,052 | 11020平方公里 | 標示出康弗斯县位置的地圖     |
| 克鲁克县     | 011      | 圣丹斯     | 1875 | 拉勒比县和奥尔巴尼县的一部分           | 打过美国内战和北美印第安战争的乔治·克鲁克（George Crook）将军                   | 5,887  | 7405平方公里  | 標示出克鲁克县位置的地圖     |
| 弗里蒙特县   | 013      | 兰德       | 1884 | 甘霖县的一部分                         | 約翰·C·弗里蒙特，加利福尼亚州联邦参议员，首位反对奴隶制的主要政党美国总统候选人 | 35,804 | 23784平方公里 | 標示出弗里蒙特县位置的地圖   |
| 戈申县       | 015      | 托林顿     | 1911 | 拉勒米县的一部分                       | 《圣经》中描述的同名乐土                                                        | 12,538 | 5763平方公里  | 標示出戈申县位置的地圖       |
| 温泉县       | 017      | 瑟莫波利斯 | 1911 | 弗里蒙特县、比格霍恩县和帕克县的一部分 | 瑟莫波利斯的温泉                                                                | 4,882  | 5190平方公里  | 標示出温泉县位置的地圖       |
| 约翰逊县     | 019      | 水牛       | 1875 | 卡本县和温泉县的一部分                 | 来自夏延的律师E·P·约翰逊（E.P. Johnson）                                        | 7,075  | 10790平方公里 | 標示出约翰逊县位置的地圖     |
| 拉勒米县     | 021      | 夏延       | 1867 | 最初的五个县之一                       | 雅克·拉勒米（Jacques La Ramee）法裔加拿大毛皮捕手                               | 81,607 | 6957平方公里  | 標示出拉勒米县位置的地圖     |
| 林肯县       | 023      | 凯默勒     | 1911 | 尤因塔县的一部分                       | 美国总统亚伯拉罕·林肯                                                           | 14,573 | 10539平方公里 | 標示出林肯县位置的地圖       |
| 纳特罗纳县   | 025      | 卡斯珀     | 1888 | 卡本县的一部分                         | 县内发现的泡碱（natron）的西班牙语发音                                          | 66,533 | 13831平方公里 | 標示出纳特罗纳县位置的地圖   |
| 奈厄布拉勒县 | 027      | 拉斯克     | 1911 | 康弗斯县的一部分                       | 同名河流                                                                        | 2,407  | 6801平方公里  | 標示出奈厄布拉勒县位置的地圖 |
| 帕克县       | 029      | 科迪       | 1909 | 比格霍恩县的一部分                     | 该县境内大部分地区属黄石国家公园范围，县名直译为“公园”                          | 25,786 | 17982平方公里 | 標示出帕克县位置的地圖       |
| 普拉特县     | 031      | 惠特兰     | 1911 | 拉勒米县的一部分                       | 北普拉特河                                                                      | 8,807  | 5400平方公里  | 標示出普拉特县位置的地圖     |
| 谢里登县     | 033      | 谢里登     | 1888 | 约翰逊县的一部分                       | 美国内战将军菲利普·谢里登                                                       | 26,560 | 6535平方公里  | 標示出谢里登县位置的地圖     |
| 萨布莱特县   | 035      | 派恩       | 1921 | 弗里蒙特县和林肯县的一部分             | 威谦·萨布莱特（William Sublette），开拓者和毛皮捕手                             | 5,920  | 12644平方公里 | 標示出萨布莱特县位置的地圖   |
| 甘霖县       | 037      | 绿河       | 1867 | 最初的五个县之一                       | 同名河流                                                                        | 37,613 | 27003平方公里 | 標示出甘霖县位置的地圖       |
| 提顿县       | 039      | 杰克逊     | 1921 | 林肯县的一部分                         | 同名山脉                                                                        | 18,251 | 10381平方公里 | 標示出提顿县位置的地圖       |
| 尤因塔县     | 041      | 埃文斯顿   | 1869 | 最初的五个县之一                       | 同名山脉，山脉名来自美洲原住民                                                  | 19,742 | 5392平方公里  | 標示出尤因塔县位置的地圖     |
| 华谢基县     | 043      | 沃兰       | 1911 | 比格霍恩县的一部分                     | 美洲原住民部落同名酋长                                                          | 8,289  | 5802平方公里  | 標示出华谢基县位置的地圖     |
| 韦斯顿县     | 045      | 纽卡斯尔   | 1890 | 克鲁克县的一部分                       | 约翰·韦斯顿（John Weston）给这里带来了第一条铁路                                | 6,644  | 6211平方公里  | 標示出韦斯顿县位置的地圖     |